# Algeriet ved vinter-OL 2010
Algeriet deltog ved vinter-OL 2010 i Vancouver, Britisk Columbia i Canada.

## Langrendsløb
Uddybende artikel: Langrend under vinter-OL 2010.
Algeriet havde én atlet med til de olympiske lege. Det var en 17-årige langrendsløber.
Mænd
| Atlet               | Konkurrence    | Finale  | Finale  | Finale |
| Atlet               | Konkurrence    | Tid     | + efter | Rang   |
| ------------------- | -------------- | ------- | ------- | ------ |
| Mehdi-Selim Khelifi | 15 km fri stil | 41:38.5 | 8:02.2  | 84     |